# Александрина, Виктория Максимовна
Виктория Максимовна Александрина (родилась 30 августа 1994) — российская хоккеистка на траве, вратарь и капитан клуба «Динамо-Электросталь». Мастер спорта России.

## Биография
В возрасте 10-11 лет собиралась записаться в секцию тенниса, но выбрала хоккей на траве. Изначально играла в нападении, но позже сменила амплуа на вратаря, поскольку при своей комплекции сильно уставала, играя на позиции нападающего и много пробегая. С 2015 года провела 123 игры за клуб, пропустила 289 голов и дважды отразила пенальти. Дважды становилась бронзовым призёром чемпионата России (2017 и 2018 годы), выходила в финал Кубка европейских чемпионов по индорхоккею 2019 года.
В сборной России с 2015 года провела 16 игр и пропустила 29 голов. Участница розыгрыша Мировой лиги 2016/2017. Чемпионка Европы по индор-хоккею среди молодёжных команд второго дивизиона 2018 года. В мае 2019 года включена в заявку на чемпионат Европы, сыграла 5 матчей и пропустила 17 голов.